# Принёв, Михаил Николаевич
Михаил Николаевич Принёв (15 апреля 1923, Панино, Курская область — 29 апреля 2007) — разведчик взвода разведки 496-го отдельного пулемётно-артиллерийского батальона, сержант — на момент представления к награждению орденом Славы 1-й степени.

## Биография
Родился 15 апреля 1923 года в селе Панино (ныне — Медвенского района Курской области). Окончил начальную школу. Работал в колхозе.
В мае 1943 года был призван в Красную Армию. С января 1944 года участвовал в боях с захватчиками в составе 496-го отдельного пулемётно-артиллерийского батальона 159-го укреплённого района пулемётчиком, разведчиком. Воевал на 1-м, 2-м, 4-м Украинских фронтах.
10 марта 1944 года у местечка Княжья Криница красноармеец Принёв скрытно проник в расположение противника и уничтожил гранатами пулеметный расчет, чем способствовал успешному продвижению наших стрелковых подразделений. Приказом по войскам 104-го стрелкового корпуса то 5 мая 1944 года красноармеец Принёв Михаил Николаевич орденом Славы 3-й степени.
24 октября 1944 года при наступлении на город Сату-Маре младший сержант Принёв в числе первых ворвался в траншею противника, в рукопашной схватке уничтожил расчет пулемета. Поддерживая огнём наступление стрелковых подразделений, нанес неприятелю ощутимый урон в живой силе. Приказом по войскам 40-й армии от 2 декабря 1944 года младший сержант Принёв Михаил Николаевич награждён орденом Славы 2-й степени.
28 апреля 1945 года сержант Принёв, участвуя в составе разведгруппы в поиске в тылу противника в районе населённого пункта Новая Бистрица, захватил в плен 3 солдат, которые дали ценные сведения о численности своих подразделений, размещении огневых средств. В последующих боевых действиях уничтожил 6 противников.
Указом Президиума Верховного Совета СССР от 15 мая 1946 года за отвагу и геройство, проявленные в боях с немецкими захватчиками в Великой Отечественной войне гвардии сержант Принёв Михаил Николаевич награждён орденом Славы 1-й степени. Стал полным кавалером ордена Славы.
В 1948 году уволен в запас. Вернулся на родину.
Жил в селе Панино. Работал механизатором в колхозе. Скончался 29 апреля 2007 года; похоронен на кладбище в села Панино.
Награждён орденами Отечественной войны 1-й степени, Славы 1-й, 2-й и 3-й степеней, медалями.